# Bernard Dhéran
Bernard Dheran (ur. 17 czerwca 1926 w Dieppe, zm. 27 stycznia 2013 w Marrakeszu) – francuski aktor filmowy i aktor dubbingowy. Ukończył Konserwatorium sztuki dramatycznej w Paryżu w 1947.

## Filmografia
- 1948: Le Diable boiteux
- 1952: Les Belles de nuit
- 1954: Le Grand Pavois
- 1954: Si Versailles m'etait conte
- 1955: Les Hommes en blanc
- 1955: Napoleon (film 1955)
- 1955: Les Grandes Manceuvres
- 1956: Si Paris nous etait conte
- 1956: Si tous les gars du monde
- 1956: Ce soir les jupons volent
- 1957: Vacances explosives
- 1957: Quelle sacree soiree ou Nuits blanches et rouge a lewres
- 1957: L'inspecteur aime la bagarre
- 1957: Miss Catastrophe
- 1957: La garconne
- 1957: Fumee blonde
- 1957: Vacances a Ischia
- 1957: Le Grand Bluff
- 1957: La Peau de I'ours
- 1958: C'est la faute d'Adam
- 1958: Christine (film 1958)
- 1959: Rue des prairies
- 1959: Soupe au lait
- 1959: Katia
- 1960: Classe tous risques
- 1961: Le Capitaine Fracasse
- 1961: Le Comte de Monte-Cristo
- 1961: La Belle Americaine
- 1963: Les Bricoleurs
- 1964: Gibraltar (film)
- 1964: De I'assassinat considere comme un des beaux-arts
- 1964: Les Gorilles
- 1965: Les Bons Vivants
- 1966: Une femme en blanc se revolte
- 1967: Le Grand Bidule
- 1968: Les Jeunes Loups
- 1968: L'Homme a la Buick
- 1971: Mais ne nous delivrez pas du mal
- 1973: Le Silencieux
- 1975: On a retrouve la septieme compagnie
- 1983: Les Princes
- 1988: Bernadette
- 1992: Loulou Graffiti
- 1996: Ridicule
- 2000: Stardom
- 2005: L'Antidote
- 2007: Ensemble